# Maserati Quattroporte (1979)
La terza serie di Maserati Quattroporte venne prodotta dal 1979 al 1990 dalla casa automobilistica italiana Maserati all'epoca dell'acquisizione da parte del gruppo Benelli. La Quattroporte III è stata una dei modelli più longevi della Maserati.

## Il contesto
Terminata l'era Citroën, la casa del Tridente entrò a far parte del gruppo Benelli che pose come amministratore del marchio Maserati l'imprenditore Alejandro de Tomaso già fondatore dell'omonimo marchio automobilistico sportivo. La Benelli dedicò subito una notevole attenzione per risollevare le sorti della neo-acquisita azienda, concentrando il business produttivo sulla Quattroporte; se la precedente generazione, seppur valida, non vide mai uno sbocco produttivo a causa delle errate strategie di marketing imposte dalla Citroën, la terza serie ebbe il compito di riportare il nome Quattroporte nell'olimpo delle autovetture di lusso come fu per la prima generazione della berlina Maserati debuttata nel 1963.
Per la Quattroporte III si iniziò a lavorare già dalla fine del 1975. Il progetto AM 330 Berlina Quattroporte prevedeva l'adozione di un telaio di base completamente nuovo sviluppato sfruttando il motore in posizione anteriore-longitudinale che trasferiva la potenza alle ruote motrici posteriori (abbandonando l'anomalo schema a trazione anteriore imposto per la seconda serie di Quattroporte). Il design della Quattroporte III venne affidato a Giorgetto Giugiaro per il centro stile Italdesign: la linea seguiva lo stile di tendenza negli anni settanta e ottanta ovvero una carrozzeria tutta spigoli, caratterizzata dalla presenza di numerose linee parallele, e una coda molto corta che rendevano la linea della Quattroporte III simile ad una coupé. Il frontale reintrodusse la grande calandra cromata di forma rettangolare che ospitava il marchio del Tridente, la fanaleria sdoppiata di forma squadrata richiamava la prima serie di Quattroporte.
Grande cura per i particolari della fiancata: il montante posteriore accoglieva il logo Maserati ma abbandonava i profili aerodinamici per cedere allo stile moderno e pulito quindi più armonico rispetto al passato, l'abitacolo interno invece riprendeva molto dall'andamento della carrozzeria: la linea della plancia era molto spigolosa, il grande quadro strumenti posto dietro il volante era ispirato alla strumentazione delle Alfa Romeo prodotte in quell'epoca mentre l'arredamento era composto da plastiche bicolori abbinate ad inserti in legno. La selleria era disponibile sia in tessuto che alcantara o pelle. La dotazione di serie comprendeva l'impianto di climatizzazione a controllo manuale con diffusori estesi anche al divano posteriore; disponibile di serie anche un impianto audio con speaker integrati nel mobile centrale-posteriore con presa di corrente da 12V e ingresso per le cuffie.
La carrozzeria della Quattroporte III era offerta nelle sole verniciature metallizzate di colorazione Argento, Azzurro (blu cielo), Blu Sera (un blu scuro), Marrone Colorado (un colore marrone noce) e  Oro Longchamp (verniciatura in colore oro) mentre altre colorazioni venivano offerte solo su richiesta per rispettare le esigenze della clientela più facoltosa. Per gli interni erano disponibili le colorazioni Naturale (un marroncino chiaro) ma dal 1985 venne offerto anche il colore Ivorio, Panna e solo per il Medio Oriente il Bianco.
L'estetica globale della Quattroporte III conferiva un'idea di solidità e di imponenza nonostante le dimensioni fossero minori rispetto al passato. Gli unici elementi oggetto di critiche erano gli ampi fascioni dei paraurti non verniciati imbottiti di gomma per seguire gli standard di omologazione in vigore negli Stati Uniti.

## La versione Limousine

La Quattroporte Limousine

La Quattroporte III Limousine fu prodotta a partire dal 1986 dopo la prima mondiale avvenuta nell'aprile dello stesso anno al Salone dell'automobile di Torino.
La Limousine era caratterizzata dalla carrozzeria allungata fino a 5,56 metri con un passo incrementato di 65 cm e un telaio di base rivisto nella geometria delle sospensioni per adattarsi al meglio alla notevole mole dell'autovettura. L'esemplare in esposizione era verniciato in bianco e adottava numerosi accessori inediti come il sedile del passeggero ruotabile fino a 180° in modo da garantire una facilità d'accesso, mini-bar con frigorifero e televisione per i passeggeri posteriori, climatizzatore automatico bizona, impianto audio potenziato, vetri posteriori oscurati, divisorio in cristallo tra la prima e seconda file di sedili e tavolino con presa di corrente.

## La lussuosa Quattroporte Royale
Il 14 dicembre del 1986 la Quattroporte subì un profondo aggiornamento; il restyling portò anche ad un cambio di denominazione in Quattroporte Royale per sottolineare la maggiore vocazione verso il lusso. La nuova grande berlina (chiamata dagli appassionati semplicemente Royale) esteticamente non subì modifiche evidenti, vennero introdotti dei cerchi in lega cromati dal nuovo disegno (ispirati ai medesimi cerchi adottati dalla Quattroporte II), il paraurti anteriore integrava dei nuovi indicatori di direzione, vi furono anche nuove modanature cromate e i dischi dei freni vennero maggiorati.
L'interno invece subì modifiche più importanti: nuovi inserti in legno e radica di noce, venne introdotto un orologio a lancette in argento con sfondo color crema che ospitava il Tridente Maserati, mensole in legno estraibili dalle portiere posteriori, pannelli delle porte e rivestimento del pomello del cambio in pelle color crema, climatizzatore automatico bizona, rifiniture pregiate, telefono portatile, frigo-bar e infine il pacchetto fumatori.
La meccanica venne migliorata con l'introduzione di un assetto dalla taratura più morbida, differenziale Sensitork, cambio automatico a 3 rapporti e nuovo motore potenziato a 300 cavalli. La  "Quattroporte Royale" venne assemblata in 53 esemplari destinati prevalentemente ad una clientela scelta. Tra le 53 "Royale" è la celebre "Calliope", auto istituzionale del Presidente della Repubblica Sandro Pertini, con la carrozzeria in tinta metallizzata "blu sera" e interni in velluto marrone per i sedili e pelle bordeaux per i pannelli portiere. Targata Roma90044D, l'auto presidenziale entrò in servizio il 27 febbraio 1983 e, come da consuetudine degli addetti al garage del Quirinale, venne denominata "Calliope" (in greco "dalla bella voce"),  in omaggio alla musicalità del suo potente "V8".

## Profilo tecnico
Lunga 4,91 metri la terza serie di Quattroporte reintrodusse la meccanica a trazione posteriore. Il pianale di nuova concezione adottava sospensioni a ruote indipendenti configurate secondo lo schema a bracci multipli, sia all'avantreno che al retrotreno. Come motorizzazioni venivano adottati i nuovi 8 cilindri a V di 90° alimentati a benzina da oltre 4,0 litri con distribuzione a 2 valvole per cilindro che garantivano delle prestazioni da granturismo a prezzo di costi di esercizio notevoli: il consumo medio non superava i 6 km/l. La Quattroporte III poggiava su pneumatici 225/70 VR15 ed aveva un impianto frenante composto da quattro dischi autoventilati. Un'importante novità fu l'introduzione del differenziale a slittamento limitato Sensitork disponibile dal 1984 per tutti gli esemplari di Quattroporte III.
La gamma si componeva del nuovo 4.136 cm³ V8 capace di erogare la potenza massima di 255 cavalli a 6.000 giri al minuto tramite una trasmissione manuale a 5 rapporti della ZF. Le prestazioni dichiarate erano pari ai 230 km/h di velocità massima mentre il rapporto di compressione era di 8.5:1. La coppia motrice massima dichiarata era di 376 N m disponibili a 3.800 giri/min. La Quattroporte III aveva una massa complessiva pari a 1.780 kg.
Accanto al compatto 4.2 era disponibile il più grande 4.930 cm³ V8 che erogava la potenza massima di 280 cavalli disponibili a 5.500 giri garantendo all'auto una velocità di punta pari a 238 km/h. La coppia massima era pari a 392 N m erogati a 3.800 giri/min mentre il consumo si stabilizzava tra i 5 e i 6 km/l di media. Il 4.9 V8 era disponibile sia con trasmissione manuale a 5 rapporti che con un cambio automatico a 3 rapporti prodotto dalla Borg Warner che garantiva una velocità massima ridotta a 230 km/h. Il peso della Quattroporte III equipaggiata con il 4.9 V8 era pari a 1931 kg.
Un'esclusiva riservata alla Quattroporte Royale era il motore 4.9 V8 potenziato a 300 cavalli disponibili a 5.600 giri/min. I tecnici Maserati dedicarono questo motore più potente alla nuova versione lussuosa, in modo da garantire una notevole fluidità di marcia e delle ottime prestazioni nonostante la massa dell'autovettura fosse stata incrementata fino a 1.938 kg a causa della dotazione di accessori più ricca. La velocità di punta era pari a 230 km/h e il cambio manuale non era disponibile, sostituito dal classico automatico a 3 rapporti. Lo scatto da 0 a 100 km/h era contenuto in circa 10 secondi mentre il consumo medio si attestava sui 5,5 km/l.
| Modello         | Motore                         | Cilindrata cm³ | Potenza                          | Rapporto di compressione | Coppia max              | Trasmissione                   | Velocità max (Km/h) | Consumo medio (Km/l) |
| 4.2 V8 24V      | 8 cilindri a V di 90°, Benzina | 4.136          | 186 kW (255 CV) @ 6.000 giri/min | 8.5:1                    | 376 Nm @ 3.800 giri/min | cambio manuale a 5 rapporti    | 230                 | 6,0                  |
| 4.9 V8 24V      | 8 cilindri a V di 90°, Benzina | 4.930          | 206 kW (280 CV) @ 5.800 giri/min | 8.5:1                    | 392 Nm @ 3.800 giri/min | cambio manuale a 5 rapporti    | 238                 | 6,0                  |
| 4.9 V8 24V auto | 8 cilindri a V di 90°, Benzina | 4.930          | 206 kW (280 CV) @5.800 giri/min  | 8.5:1                    | 392 Nm @ 3.800 giri/min | cambio automatico a 3 rapporti | 230                 | 6,0                  |
| 4.9 V8 24V 300  | 8 cilindri a V di 90°, Benzina | 4.930          | 220 kW (300 CV) @5.600 giri/min  | 9.5:1                    | 400 Nm @ 3.800 giri/min | cambio automatico a 3 rapporti | 230                 | 5,5                  |

## La produzione
La terza serie di Quattroporte entrò in produzione verso la fine del 1979 e rimase in produzione fino al 1990 dopo il profondo aggiornamento del 1986. Furono prodotti 2.141 esemplari, delle quali 2.088 autovetture tra Quattroporte III e  Quattroporte Limousine e 53 Quattroporte Royale. La denominazione Quattroporte venne ripresa solo nel 1994 per la compatta berlina sportiva derivata dal telaio della Maserati Biturbo.